# Estonia en los Juegos Paralímpicos de Salt Lake City 2002
Estonia estuvo representada en los Juegos Paralímpicos de Salt Lake City 2002 por trece deportistas masculinos. El equipo paralímpico estonio no obtuvo ninguna medalla en estos Juegos.